# Oberhausen (Észak-Rajna-Vesztfália)
Oberhausen város Németországban, Észak-Rajna-Vesztfália tartományban, a Ruhr-vidéken, Duisburg és Essen között. Lakossága 209 ezer fő volt 2013-ban.
Iparváros és közlekedési csomópont a Ruhr-vidék északnyugati részében, az Emscher és a Rajna-Herne-csatorna két oldalán.

## Története
Oberhausen 1862-ben 7 faluból egyesült és hozzá tartozi két korábban önálló város, Sterkrade és Osterfeld is.
A város nevét – az Overhus család egykori várának közelében – 1806-1816 között épült Oberhausennak elnevezett kastélyról kapta.
A környéken először 1758-ban bányásztak vasércet. A város mai területén az első kisebb kohók egyesüléséből alakult Jóreménység-kohó-ban (Gutehoffnungshütte) kezdődött a vasérc nagyobb mérvű kohósítása és feldolgozása. A szénbányászat száz évvel később indult meg, bányáinak egy része ma is működik. Jelentős az acél- és gépgyártás. Az oberhauseni vasútállomás 1847. május 15-én nyílt meg.

## Nevezetességek
- Itt tartják meg minden évben a rövidfilmek nemzetközi seregszemléjét.
- Városi képtár – az Oberhauseni kastély épületében.
- Régi vízivár maradványai (Kastell Holten) – a 14. században épült.
- Városháza (Rathaus)
- Wasserburg Vondern – 16-17. századi vízivár az Osterveld városrészben.
- Sea Life Centre

## Galéria

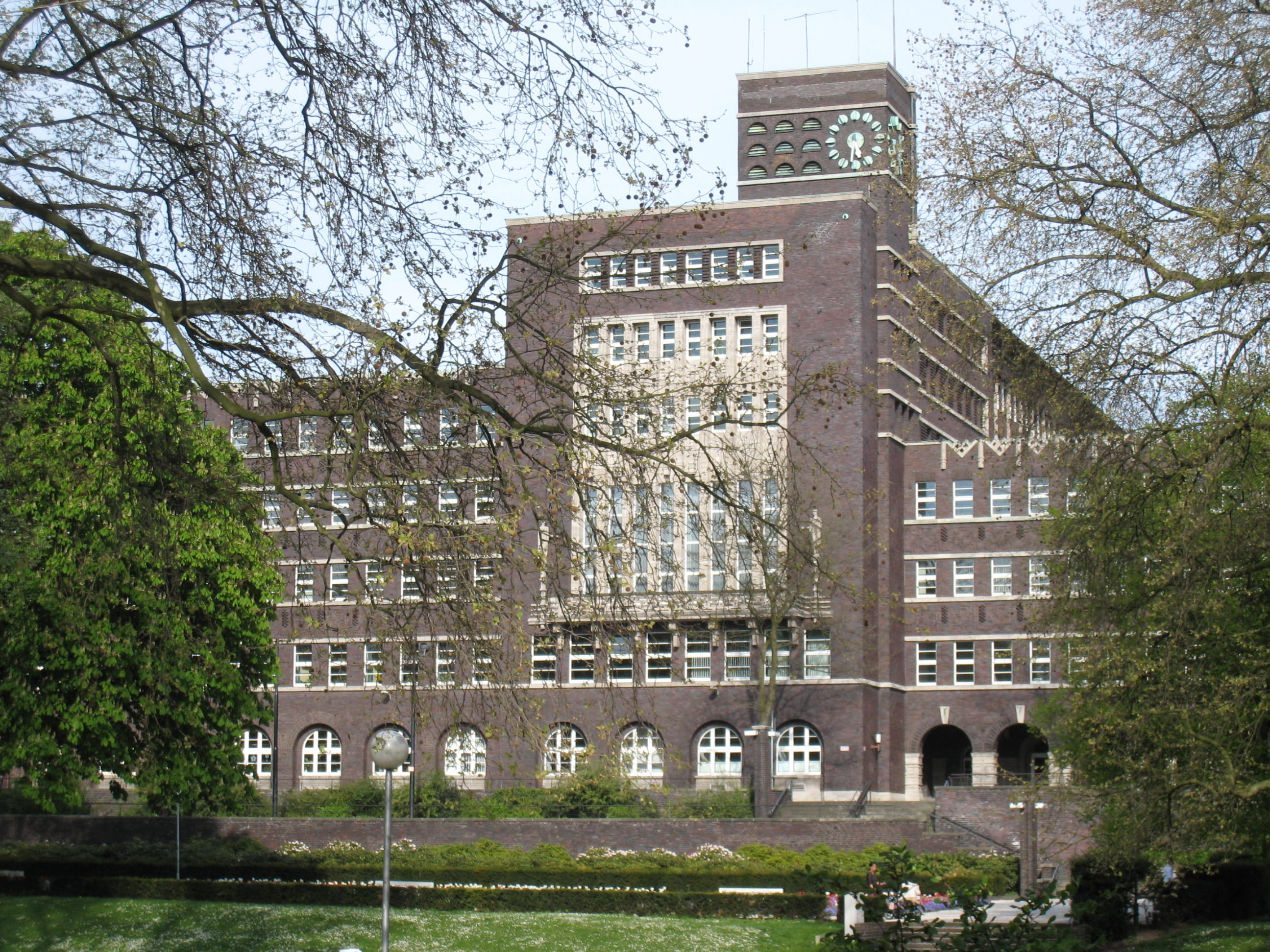
A tanácsház
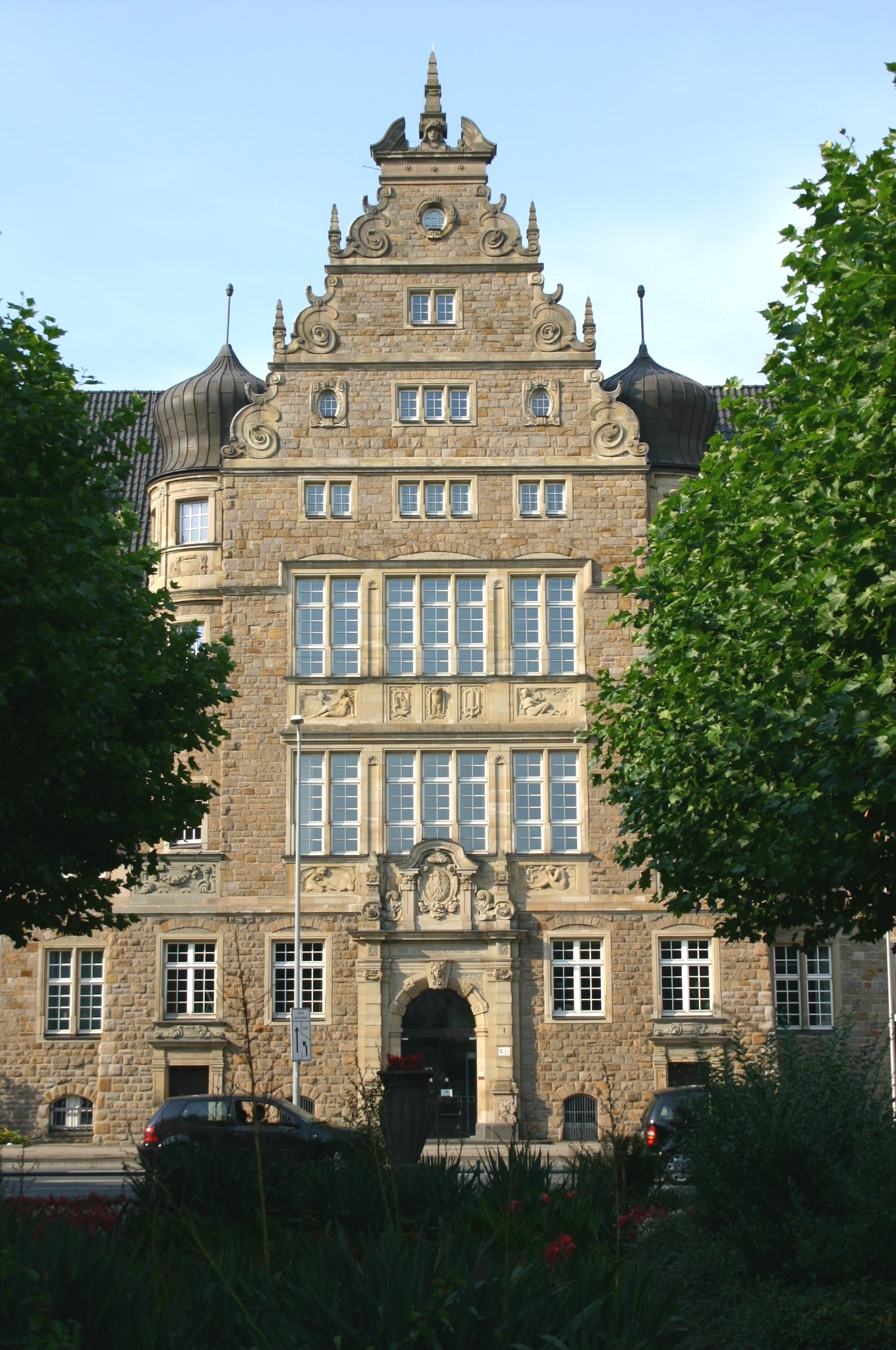
A bíróság
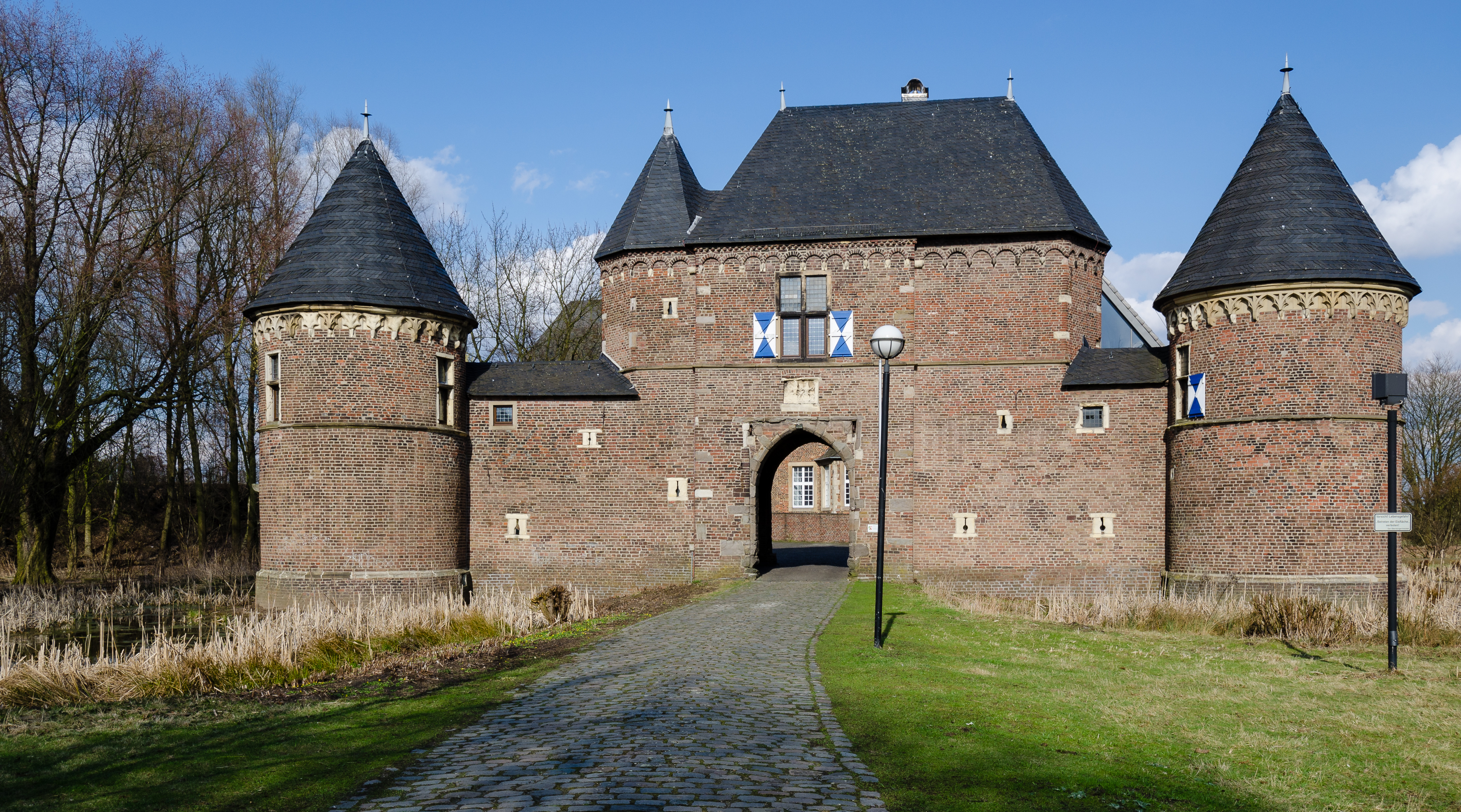
A Vondern kastély
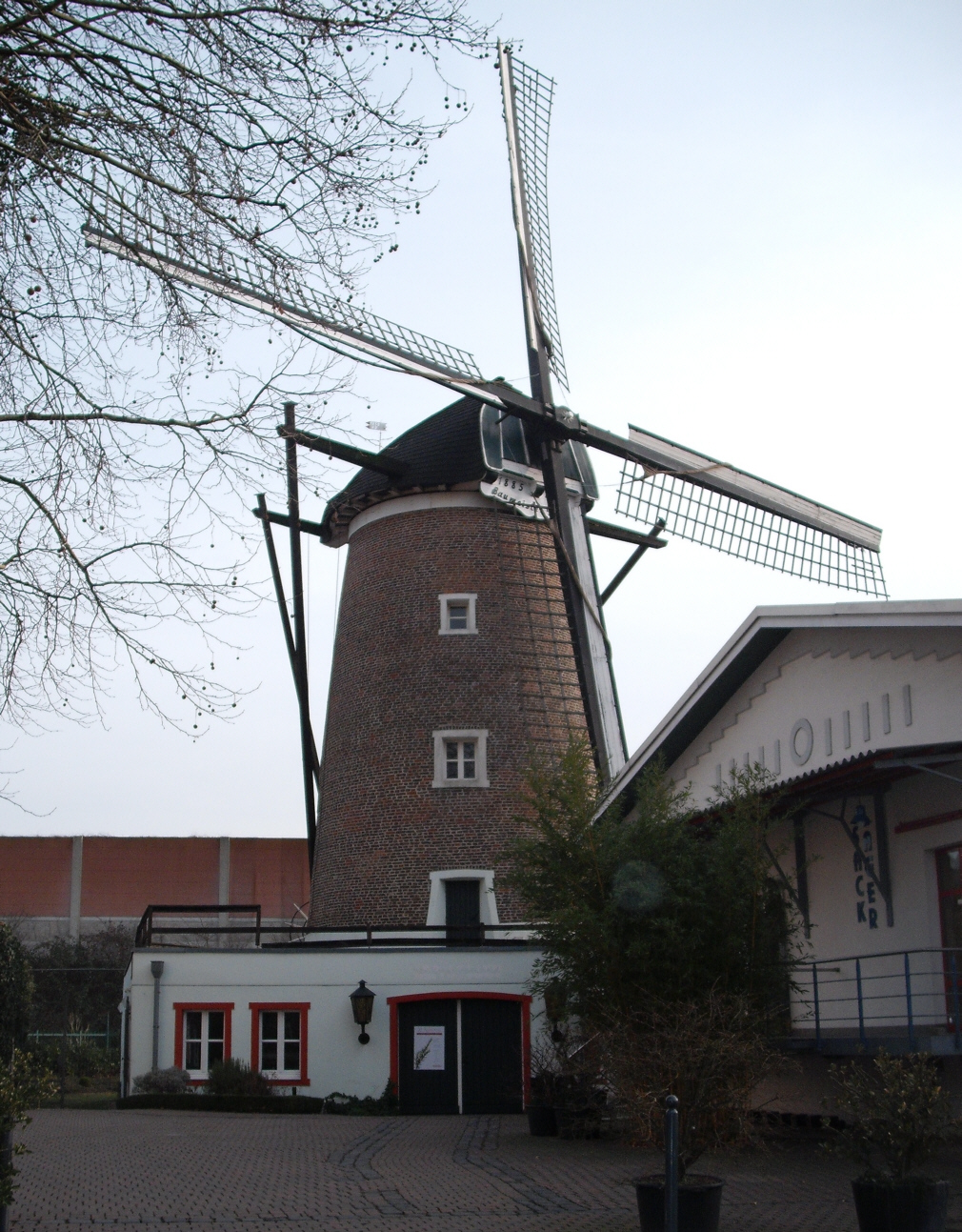
A malom
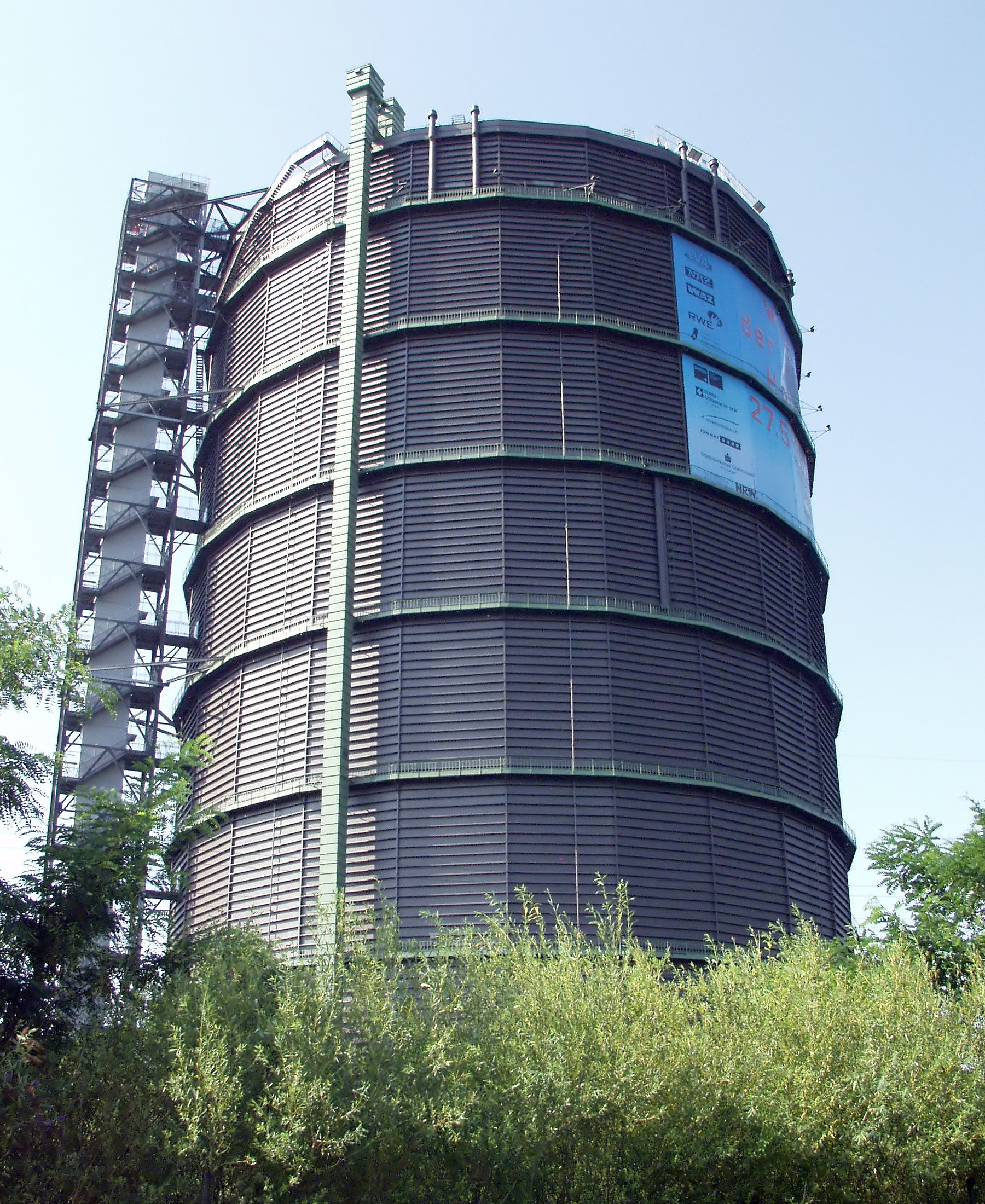
A Gasometer
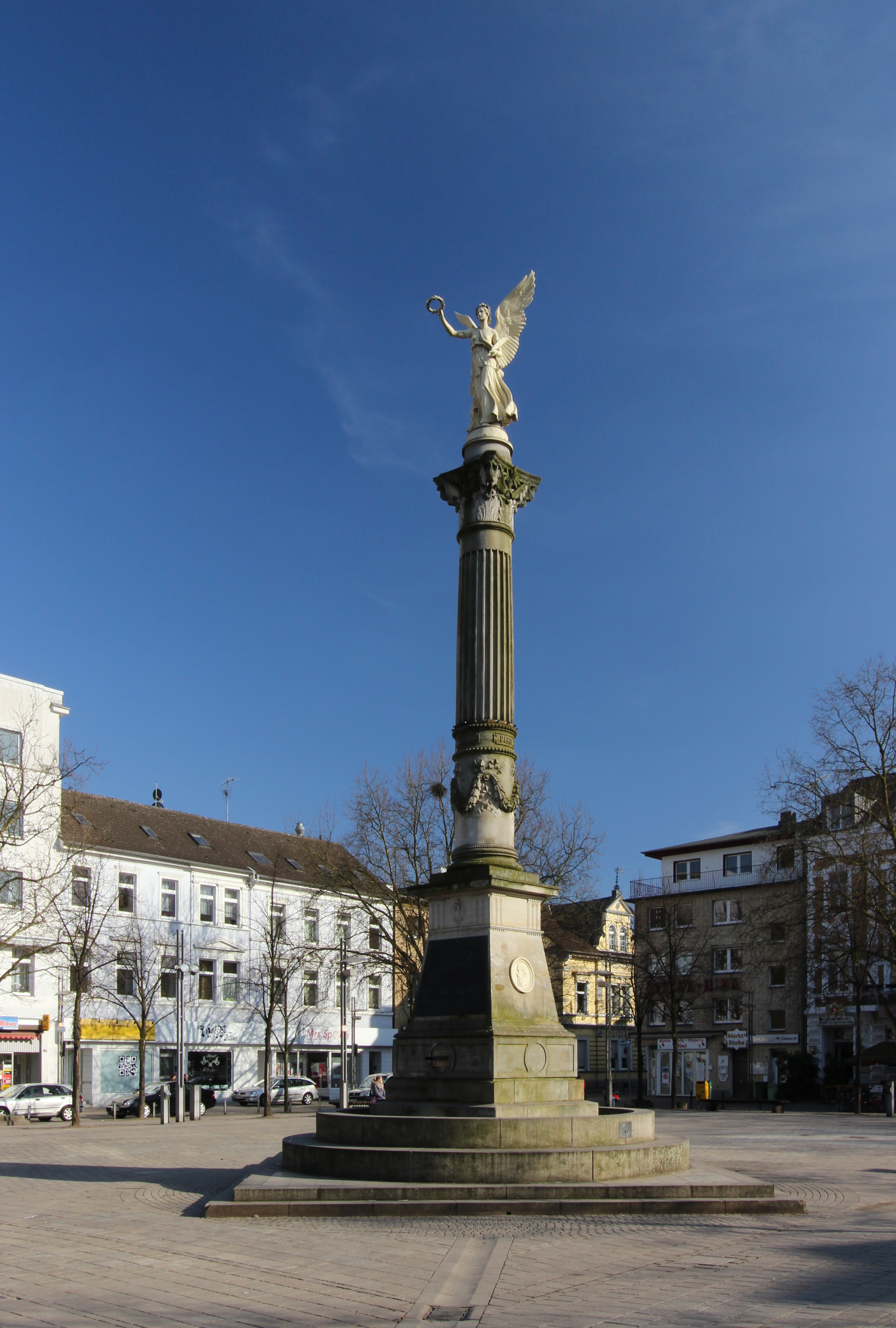
Siegessäule

## Politika
| Mandátumok az oberhauseni városi tanácsban (Stadtrat) (2014) 60 képviselő az alábbiak szerint: |